# Priocyphus
Priocyphus är ett släkte av skalbaggar. Priocyphus ingår i familjen vivlar.
Kladogram enligt Catalogue of Life:
| Priocyphus | \| \| Priocyphus bosqi \| \| \| \| \| \| Priocyphus hirsutus \| \| \| \| |
|            | \| \| Priocyphus bosqi \| \| \| \| \| \| Priocyphus hirsutus \| \| \| \| |
|            | Priocyphus bosqi                                                         |
|            |                                                                          |
|            | Priocyphus hirsutus                                                      |
|            |                                                                          |